# 2351 O'Higgins
2351 O'Higgins eller 1964 VD är en asteroid i huvudbältet, som upptäcktes 3 november 1964 av Indiana Asteroid Program vid Indiana University Bloomington med Goethe Link Observatory. Asteroiden har fått sitt namn efter Bernardo O’Higgins.
Asteroiden har en diameter på ungefär 5 kilometer.